# Emirates Towers

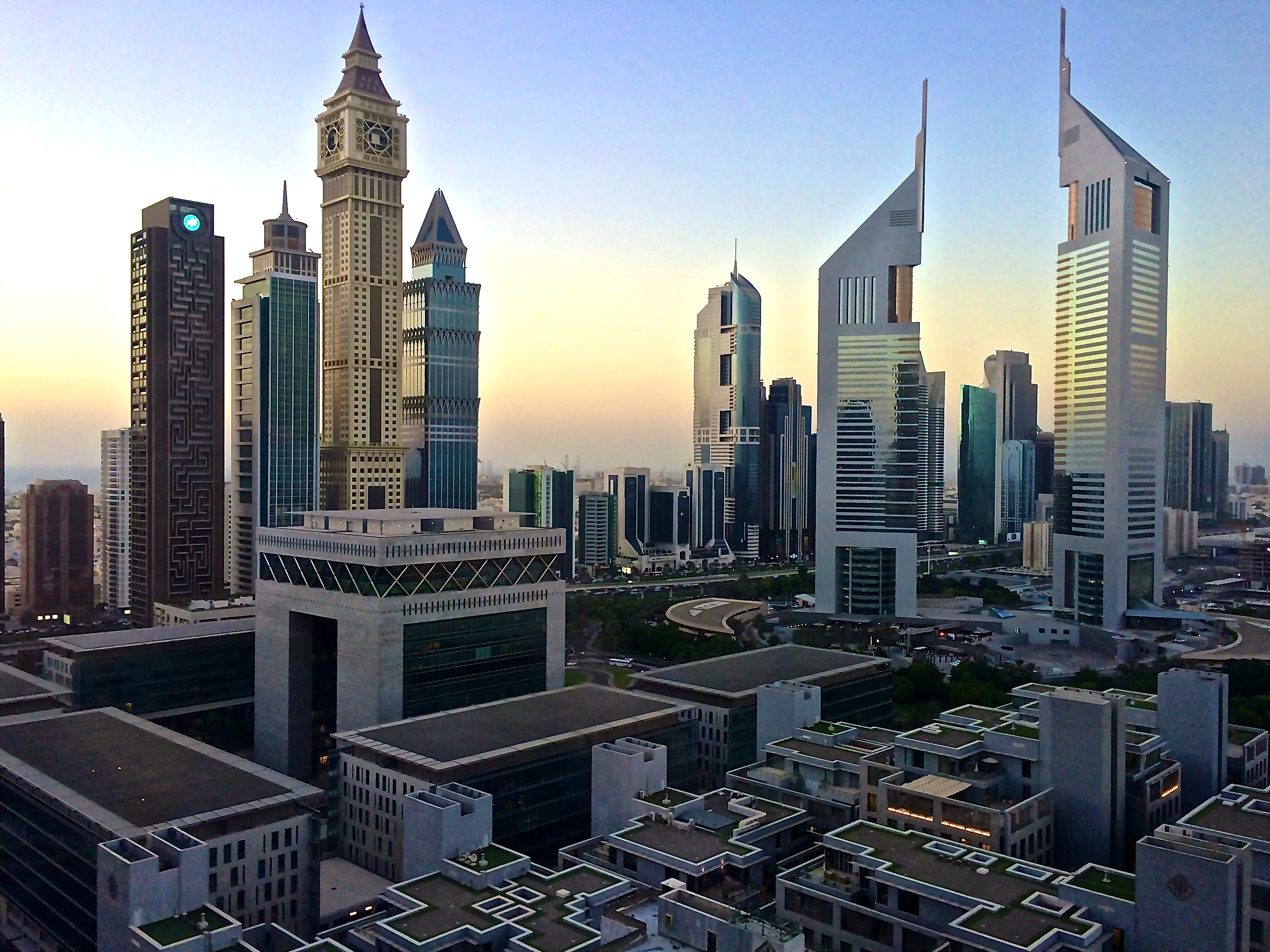
Emirates Towers (dwa najwyższe budynki po prawej)

Emirates Towers – kompleks zawierający wieżowce Emirates Office Tower i Emirates Towers Hotel wieżowce mają odpowiednio 354 m i 305 m. Powierzchnia handlowa wynosi 9000 m² (96 875 ft²) i tworzy kompleks handlowy znany jako The Boulevard. Kompleks ulokowany jest przy Sheikh Zayed Road w Dubaju w Zjednoczonych Emiratach Arabskich. Bliźniacze wieże są symbolem Dubaju. 
Kompleks Emirates Towers otaczają ogrody o powierzchni 170 000 m² (1 829 865 ft²) wraz z jeziorami, wodospadem, publicznym miejscami do siedzenia oraz parkingiem na 1800 samochodów.